# Накхонситхаммарат (провинция)
Накхонситхаммарат (тайск. นครศรีธรรมราช) — провинция Таиланда, расположенная на юге страны, на западном берегу Сиамского залива.
На гербе провинции изображена святыня Пхра Бароматхат Чеди, одна из наиболее важных достопримечательностей юга Таиланда построенная в XIII веке. Изображение этого храма окружено 12 животными, которые символизируют 12 городов, которые являлись частью провинции.

## Географическое положение
Провинция Накхонситхаммарат располагается на берегу Сиамского залива на восточной стороне Малайского полуострова. Большая часть его территории занимают тропические леса. На территории региона находится самая высокая вершина юга Таиланда — гора Хао Луанг 1835 метров.

## История
По мнению некоторых учёных, в III веке земли провинции Накхонситхаммарат относились к королевству Шривиджайя. Спустя время, она была частью королевства Сукхотай, а после краха этого королевства данная область перешла к владениям Аюттхаи. Именно с этих времён сохранилось много исторических и архитектурных памятников.

## Административное деление
Территория провинции Накхонситхаммарат делится на 23 района (ампхое), с общей численностью населения 1 449 387 человек (2010).

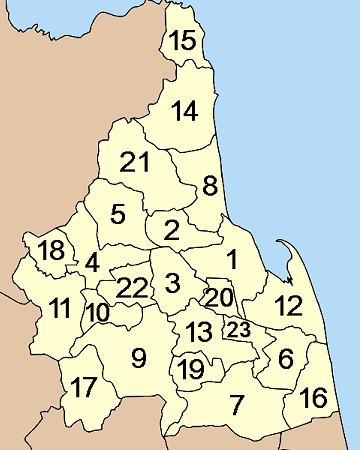
Административное деление провинции Накхонситхаммарат

1. Mueang Nakhon Si Thammarat
2. Phrom Khiri
3. Lan Saka
4. Chawang
5. Phipun
6. Chian Yai
7. Cha-uat
8. Tha Sala
9. Thung Song
10. Na Bon
11. Thung Yai
12. Pak Phanang
13. Ron Phibun
14. Sichon
15. Khanom
16. Hua Sai
17. Bang Khan
18. Tham Phannara
19. Chulabhorn
20. Phra Phrom
21. Nopphitam
22. Chang Klang
23. Chaloem Phra Kiat

## Достопримечательности
Древний храм Ват Пра Махатхат (วัดพระมหาธาตุวรมหาวิหาร; полное название звучит как Ват Пра Махатхат Ворамаха Вихарн) — это не только городской символ Накхонситхаммарата, но и ещё один из самых важных буддийских храмов во всём Таиланде. Храм Ват Пра Махатхат является одним из шести главных королевских храмов в стране. Храм носит звание наиболее древнего, так как 74-метровая чеди, находящаяся в центре храма, была построена раньше, чем остальные сооружения (примерно на 600 лет).
По легенде, в центральной чеди находится зуб Будды, взятый две тысячи лет назад у жителей Шри-Ланки. Свои современные размеры данная культовая постройка в форме ступы обрела в 1227 г., и вероятно, в то же время и был возведён вокруг неё храмовый комплекс, который существует в наше время. Во дворе монастыря находится 173 чеди, выполненные в различных стилях, и в разное время.
Главная чеди окружена с трёх сторон у основания крытой галереей, в её нишах находятся декорированные статуи Будды с его слонами. В Северном святилище монастыря открыт музей, с выставленными различными артефактами. В другом святилище расположена статуя лежащего Будды, а также множество разнообразных предметов этого культа.
Немного южнее двора чеди расположен церемониальный зал — убосот, который был возведён в 1628 г. в таком же стиле, что и все шедевры Аюттхаи: с прекрасными колоннами, тонким богатым декором из золотых и синих зеркальных плиток, с громадным изображением Будды.
Достопримечательностью живой природы является парк Кхао Луанг, охватывающий горную территорию, также этот парк отличается обилием водоёмов и рек.
Примечательны места археологических раскопок Кхао Кха и Ват Моклан в районе Та Сала (Tha Sala). В числе прочего в Кхао Кха найдена древнейшая в Юго-Восточной Азии статуя бога Вишну. В добуддисткие времена Кхао Кха (как и Пханом Рунг в Бурираме, Пхи Май в Корате и др.), являлся репликой мифической горы Меру. Именно здесь во времена государства Тамбралинга было то место в стране, где проводились главные Пуджи.

## Туризм
Наиболее известным пляжным курортом провинции является Кханом, находящийся недалеко от порта Донсак, соединяющий материк с островами Самуйского архипелага. Вслед развивается, становясь всё более популярной, пляжная полоса от Кханома до окрестностей Та Салы (после становится непригодным для купания). Остальная часть Накхонситамарата больше популярна как место внутреннего туризма, привлекающее тайских гостей лечебными, культурными и паломническими турами. В этой связи можно отметить:
- шесть святых источников, вода в которых считается целебной.
- Водопад Крунг Чинг и др. (в провинции около 20 водопадов).
- Деревня Кхири Вонг в Пхом Кири (Phrom Khiri).